# Болдур-Лацеску, Теодор
Теодор Болдур-Лацеску (рум. Teodor Boldur-Lățescu, род. 1837, Молдова — ум. июнь 1891, Ботошани, Румыния) — политический деятель, активист, адвокат, филантроп, эссеист и публицист из Молдовы, известный своей яростной поддержкой молдавского сепаратизма.

## Биография
Теодор Болдур-Лацеску родился в 1837 году в семье состоятельных молдавских бояр. Его мать, Аника, принадлежала к семье Балш, которая вела свое происхождение от черногорской династии Балшич. Однако Теодор не смог сохранить экономическое положение своей семьи и был вынужден работать адвокатом.
Болдур-Лацеску впервые стал активно участвовать в политике, вступив в Национальную партию, которая поддерживала объединение Молдовы и Валахии. Однако он был разочарован результатом и стал ярым противником господаря Александра Иоана Кузы. Его сепаратизм принял радикальную форму, и он писал о валах, называя их "цыганами", а также пропагандировал идеи из "Хроники Хуру". После изгнания Кузы коалицией, он стал частью группы русофилов в Яссах, которые убедили Николая Росетти-Розновану претендовать на трон Молдавского княжества.
3 апреля 1866 года Теодор Болдур-Лацеску участвовал в организации сепаратистского восстания в Яссах, будучи одним из главных зачинщиков и координаторов. После восстания международная пресса была наполнена русскими статьями о "борьбе молдавского народа, порабощенного угнетателями валахами". Он был арестован и затем освобожден, продолжив пропаганду сепаратизма, даже после того как его союзники оставили борьбу за независимость Молдовы. Болдур-Лацеску использовал как главные аргументы различия между молдаванами и валахами, а также страх, что в новом государстве Молдова станет забытой провинцией. Антивалахское настроение и критика господаря Кароля I были постоянными темами в его антиобъединительских газетах, таких как "Молдова" и "Болдуру". В сентябре 1867 года его избили два валахских офицера, что привлекло симпатию среди молдавских сепаратистов. Он сумел сохранить актуальность своей сепаратистской идеи и в 1870 году. В том же году он был снова избит властями, после того как, по мнению властей, он совершил жестокие поступки по отношению к животным в зоопарке в Яссах.
Накануне войны за независимость Румынии Болдур-Лацеску возобновил свою политическую карьеру, став союзником правого политика Ласкара Катарджиу. Он оказался на юге Бессарабии, став префектом Болградского уезда, после того как несколько месяцев был префектом уезда Дорохой (Георге Калинеску писал, что в период, когда он был префектом Дорохоя, Болдур-Лацеску добился для больного поэта Михаила Эминеску 20 галбеев в месяц, что было скромной суммой, но несомненно помогло поэту, несмотря на оппозицию уездного совета, и он был единственным политиком, который помогал поэту в его болезни). Хотя он вступил в конфликт с болгарами Бессарабии, Болдур-Лацеску жаловался на злоупотребления румынских властей в отношении местных жителей. Он открыл несколько газет в Болграде и Исмаиле. Позже он получил должность директора в Официальном вестнике. Он также отошёл от консерваторов, став местным союзником Национальной либеральной партии в Бессарабии, в которую вступил в конце 1870-х годов. Сначала он был избран депутатом от Болграда, затем снова стал префектом Болграда, однако был смещен с должности префекта и проиграл выборы в Палату депутатов. В 1880 году он выиграл выборы с поддержкой ЛДП, был избран депутатом от Болграда, но после аннексии юга Бессарабии Российской империей, хотя российские власти предложили ему остаться в Бессарабии и служить российской монархии, Болдур-Лацеску поселился в уезде Нямц, где успешно баллотировался на пост сенатора.
После того как Румыния обрела независимость, Болдур-Лацеску поддержал эмансипацию евреев. Затем он был префектом уезда Ботошани в 1887-1888 годах. Поскольку ЛДП объединилась с его старыми политическими соперниками из "Юнимии", Болдур-Лацеску покинул партию и вступил в Консервативную партию. Он умер в 1891 году. Его дочь, Ольга, была куртизанкой, известной своим участием в шантаже, за что была арестована в 1896 году.
Болдур-Лацеску был ценим за свою благотворительную деятельность. Среди прочего, он пожертвовал 151 том французских книг из своей личной библиотеки Национальному колледжу Ботошани.